# Ferdinando Baldi
 Ferdinando Baldi  (Cava de' Tirreni, Provincia de Salerno, 19 de mayo de 1917 - Roma, 12 de septiembre de 2007) fue un director de cine y guionista italiano.

## Biografía
Los primeros trabajos cinematográficos de Baldi comenzaron en Italia a principios de la década de 1950 con películas como Il Prezzo dell'Onore. Dirigió a Orson Welles en las películas David y Goliat y Los tártaros.